# Desquamation (géomorphologie)
Pour les articles homonymes, voir desquamation.

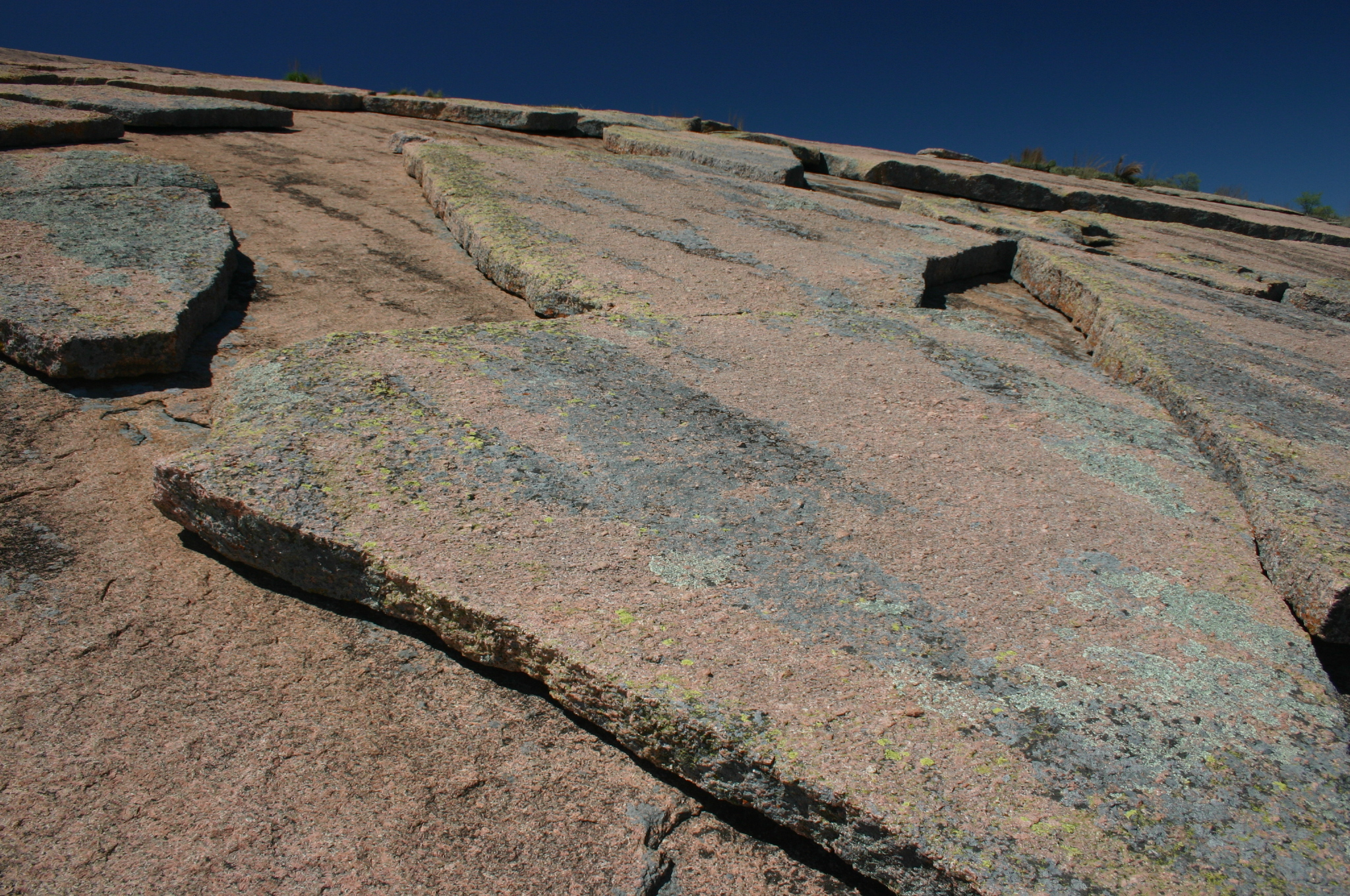
Exfoliation en « pelures d'oignons » dans un chaos granitique.

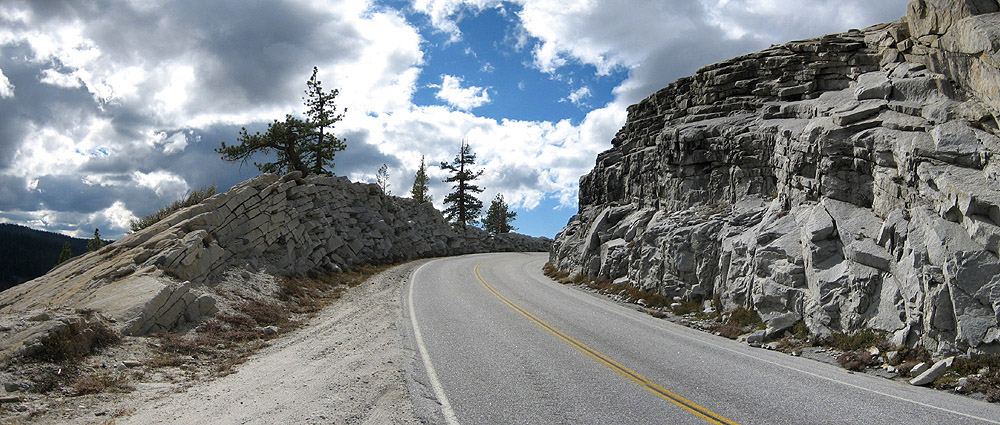
Exfoliation en périphérie du massif granitique du Half Dome, observable le long de l'California Highway 120 - autoroute n°120 dans le Parc national de Yosemite en Californie.

La desquamation (du latin desquamare, de de-, « séparé de », et squama, « écaille ») est la traduction physique, visible, d'un certain nombre de processus de météorisation de la roche, qui se manifeste par le détachement de lamelles ou écailles superficielles (dites « pelures d'oignons ») pouvant se recouper tangentiellement. Suivant la terminologie anglo-saxonne, le terme desquamation est utilisé lorsque les lamelles ont de l'ordre du centimètre d'épaisseur. Au-delà, les géologues utilisent plutôt le terme exfoliation.
À petite échelle, la desquamation résulte de processus tels que l'haloclastie, thermoclastie, voire la cryoclastie. À plus grande échelle, en réponse à la décompression du massif rocheux, l'altération progresse depuis le réseau orthogonal de joints de fracture en attaquant la roche sur toute sa surface et en pénétrant progressivement à l'intérieur de celle-ci : les diaclases perpendiculaires à la surface d'affleurement et surtout les joints de décompression horizontaux à rayon de courbure bien supérieur à celui des écailles de desquamation, débitent les blocs de roches en énormes dalles épaisses, ce qui peut conduire à la formation de chaos et de tors.

## Génie géologique
Ce processus est pris en compte en génie géologique, lors d'études de risques géologiques sur les chutes de pierres, la stabilité des pentes (en) et le glissement de terrain. Des essais mécaniques permettent ainsi d'analyser la nature et le comportement des joints d'exfoliation sous l'effet de forts gradients de pression (cas des fondations de barrages, de ponts, de centrales nucléaires).

## Galerie

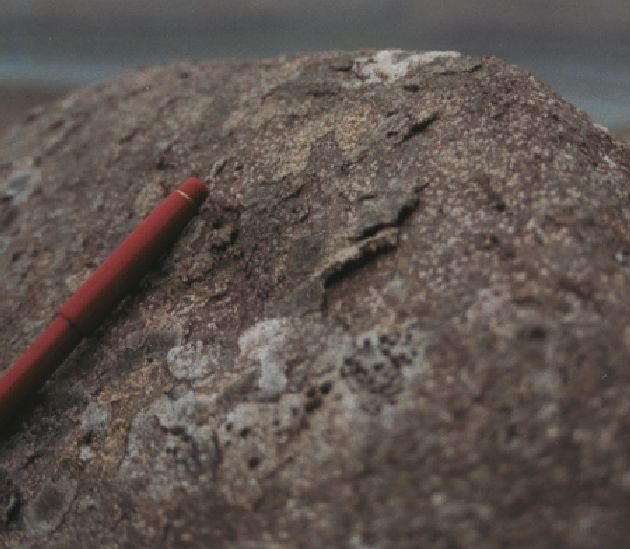
Desquamation d'une surface rocheuse basaltique, sommet du Slaettaratindur, Féroé.
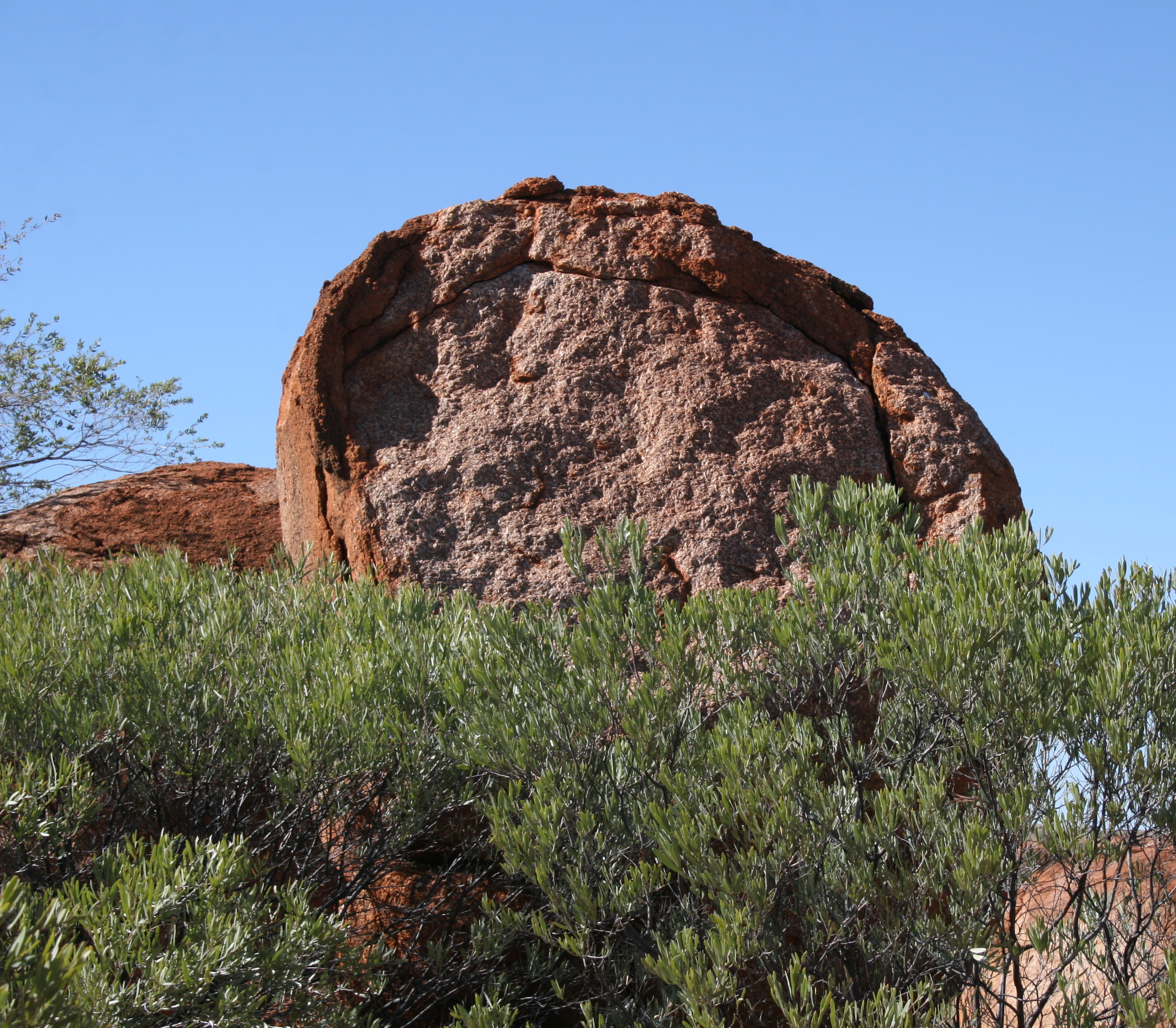
L'exfoliation donne à certaines boules granitiques l'allure d'un oignon qui pèle.
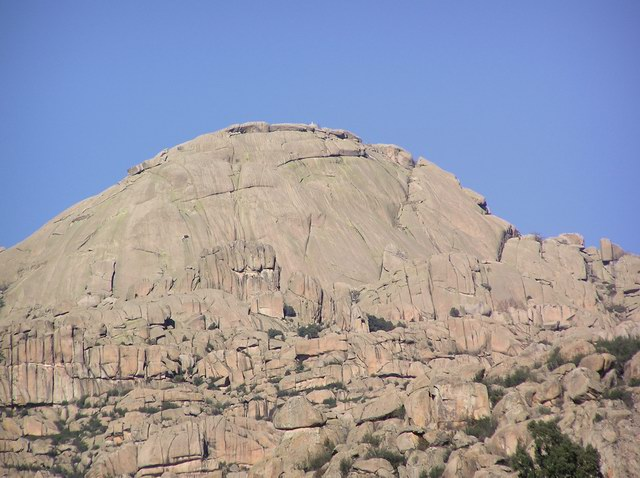
Les dalles d'exfoliation donnent aux dômes granitiques la même allure (pic Yelmo (es)).